# 毛德祖
毛德祖（365年—429年），荥阳郡阳武县（今河南省新乡市原阳县）人。益州刺史毛璩的族人。東晉末年及南朝宋將領。曾參與平定盧循之亂及攻滅後秦，後長期鎮守虎牢，堅拒北魏入侵，但最終因不敵北魏大軍而被俘，死在北魏。

## 生平
毛德祖是益州刺史毛穆之之孙，梁秦二州刺史毛瑾之子，直至東晉末年，毛德祖兄弟五人才一同南渡。毛德祖兄弟們都有軍事才能，而荊州刺史劉道規就任用毛德祖為建武將軍、始平太守，後遷涪陵太守。盧循之亂時，毛德祖任劉道規參軍，又參與在始興郡討伐盧循黨羽徐道覆的行動。
義熙十一年（415年），時任太尉的劉裕進攻荊州刺史司馬休之，補毛德祖為太尉參軍、義陽太守。毛德祖後獲賜爵遷陵縣侯，又轉任南陽太守。義熙十二年（416年），劉裕北伐，以王鎮惡行龍驤將軍，率領前鋒進攻後秦，毛德祖則任其司馬，加建武將軍。毛德祖為王鎮惡前鋒，先於柏谷擊殺秦寧朔將軍趙玄，後又在次年襲破弘農太守尹雅。王鎮惡隨後繼續進攻關中，後秦將姚彊和姚難於涇水抵抗，毛德祖擊破他們，並斬殺姚彊。不久，王鎮惡就攻下長安，成功滅秦，毛德祖亦因功進龍驤將軍、扶風太守。同年年末，劉裕班師，以毛德祖領秦州刺史，復任王鎮惡的司馬，與諸將輔助留守關中的劉義真。但王鎮惡於次年就被殺，毛德祖轉任劉義真參軍，遷南安太守。同年關中失守，毛德祖轉督司州之河東平陽二郡諸軍、輔國將軍、河東太守，代劉遵考駐鎮蒲坂。元熙元年（419年），毛德祖因夏國的壓力而棄守蒲坂，收眾撤回彭城，初授世子中兵參軍，不久就轉督司州之河東平陽河北雍州之京兆豫州之穎川兗州之陳留六郡軍事、滎陽太守，加京兆太守，出鎮虎牢。
永初元年（420年），劉裕篡晉稱帝，升毛德祖為冠軍將軍，封觀陽縣男，改督司雍并三州豫州之穎川兗州之陳留諸軍事、司州刺史。
永初三年（422年），劉裕去世，北魏乘時南侵，進攻滑臺（今河南滑縣）。毛德祖接到滑臺守將王景度救援報告後就派司馬翟廣等率三千人至土樓縣抵抗，並派了劉芳率壯士八十多人入滑臺助守。另也別遣竇應明及竇霸等人配合水軍援助滑臺，歸翟廣指揮。可是不久滑臺就失守，轉攻翟廣，翟廣寡不敵眾而大敗。魏軍於是乘勝直攻虎牢，毛德祖出兵抗擊，逼魏軍退走，但魏軍同時卻大舉襲擊兗豫二州各郡。景平元年（423年）三月，魏將奚斤及公孫表等人共攻虎牢，毛德祖在城內挖地道通往城外及魏軍後方，然後派敢死隊出擊，令魏軍大亂，殺了數百人，並燒毀攻城器具。不過魏軍很快就重新集合。及後，奚斤率兵進攻許昌，毛德祖就率兵進攻城外的公孫表，兩軍整天交戰，但奚斤回來後即與公孫表合圍毛德祖，宋軍大敗，死千多人，毛德祖被逼嬰城固守。至四月，魏將伊樓拔及叔孫建先後前來助攻虎牢，連續數月的戰鬥已經令毛德祖精銳死傷殆盡，反而魏軍持續增兵，時檀道濟等援軍都畏魏軍兵盛而不敢救援。毛德祖在被魏軍毀壞的外城內築了三重城牆，但魏軍又毁掉兩重，毛德祖僅保一城，但其時守城士兵都十分疲倦，擦眼擦得眼睛附近都擦傷了。魏軍及後更挖地道將城中井水引走，令城中缺水，最終還是抵抗不住魏軍猛烈進攻而失守。城陷時，將士都打算扶毛德祖出走逃命，但毛德祖堅持要與虎牢共存亡，最終與大部分部下都被俘。魏明元帝亦欣賞毛德祖堅守國土的氣節，命令魏軍務必要生擒他。毛德祖在被窝官至使持节、散骑常侍、镇远将军，封汝南公，元嘉六年（429年），毛德祖在北魏去世，虚岁六十五，谥号庄。宋明帝時以毛德祖弟弟的儿子毛熙祚第二子毛詡之繼襲其爵位。

## 家庭

### 兄弟
- 毛嶷，德祖二弟，死於盧循之亂。
- 毛辯，毛嶷弟，劉裕進攻司馬休之及魯宗之時陣亡，與毛嶷作戰時皆奮不顧身。

### 夫人
- 张智朗，太原郡榆次县人，和平元年岁在庚子七月辛酉朔乙酉日去世，虚岁六十八[4]